# Number Resource Organization
Il Number Resource Organization, dall'acronimo NRO, è una organizzazione senza personalità giuridica unita alle cinque RIR (AfriNIC, APNIC, ARIN, LACNIC e RIPE NCC). L'organizzazione nacque il 24 ottobre 2003, quando APNIC, ARIN, LACNIC e RIPE NCC entrarono nella Memorandum of Understanding (MoU) al fine di intraprendere attività congiunte, inclusi i progetti tecnici comuni, attività di collegamento e il coordinamento della politica.
AfriNIC fu ufficialmente creata nell'aprile 2005, unendosi alle altre il 25 aprile dello stesso anno.
Gli scopi principali del NRO sono:
- Proteggere i numeri IP deallocati, del set delle risorse,
- Promuovere e proteggere dal basso la politica di sviluppo dei processi di Internet, e
- Attuare come punto focale gli ingressi della Internet community nel sistema RIR.